# Bryophaenocladius scanicus
Bryophaenocladius scanicus är en tvåvingeart som först beskrevs av Lars Zakarias Brundin 1947.  Bryophaenocladius scanicus ingår i släktet Bryophaenocladius och familjen fjädermyggor. Arten är reproducerande i Sverige. Inga underarter finns listade i Catalogue of Life.